# フェリペ・ベルチェシ
フェリペ・ベルチェシ・ピサーノ（Felipe Berchesi Pisano、1991年4月12日 - ）は、プロD2USダクスに所属するラグビーユニオン選手。

## プロフィール
- ウルグアイ・モンテビデオ出身。
- ポジションはスタンドオフ(SO)、センター(CTB)。
- 身長 178cm、体重 80kg
- U20ウルグアイ代表に選ばれたことがある[1]。
- ウルグアイ代表キャップは45（2025年3月現在）で2015W杯・2019W杯・2023W杯のウルグアイ代表に選ばれた[2][3]。
- 7人制ウルグアイ代表に選ばれたことがある。

## 略歴
ラグビー・バディア、シャンベリ、USカルカソンヌを経て、2017年、USダクスに加入。